# Kjerulf Glacier
Kjerulf Glacier är en glaciär i Sydgeorgien och Sydsandwichöarna (Storbritannien). Den ligger i den nordvästra delen av Sydgeorgien och Sydsandwichöarna. Kjerulf Glacier ligger 450 meter över havet.
Terrängen runt Kjerulf Glacier är varierad. Havet är nära Kjerulf Glacier åt sydväst.  Trakten runt Kjerulf Glacier är nära nog obefolkad, med mindre än två invånare per kvadratkilometer. Det finns inga samhällen i närheten. Trakten runt Kjerulf Glacier består i huvudsak av gräsmarker.